# 풍년새우

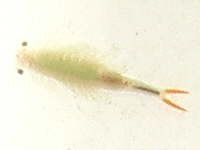

풍년새우는 새각강에 속하는 생물이다.

## 구조
풍년새우는 다 자랄 경우 길이가 1.5~2cm 정도이며, 갑각이 없는 가늘고 긴 원통형이다. 색은 주로 투명하지만 반투명한 연한 갈색이나 연녹색을 띠고 있기도 하며, 다리에 붉은색 점무늬가 있기도 하다. 가슴에 잎모양의 11쌍의 다리가 붙어있고, 기관 아가미로 호흡한다. 배마디의 끝에는 주황색을 띤 꼬리가 2가닥 붙어있다. 또 수컷의 경우 배마디 앞쪽에 생식기가 1쌍 있고, 암컷은 알주머니가 있다. 제1 촉각은 가늘고 길며, 제2 촉각의 경우 암컷은 잎모양이고 수컷은 낫모양이다. 등을 아래쪽으로 하고 다리를 움직여 천천히 헤엄친다.

## 생식
평균 수명은 60일이며, 부화 후 30일이 지나면 알을 낳는다. 수컷은 앞부속지로 암컷을 잡아 교미하며, 암컷은 논바닥에 알을 낳은 후 사망한다. 보통 5~7월에 논에 물을 가두면 휴면 상태에 있던 알이 2~3일 후 부화한다. 풍년새우의 알은 사막이나 남극등 극한 지방에서도 생존이 가능하며, 외각에 열을 차단하는 막이 있어 끓는 물 속에서도 익지 않는다. 물이 없으면 휴면 상태에 들어가 우기가 될때까지 기다리며, 휴면 상태로 1만년 정도 생존이 가능하다. 이러한 건조한 상황에서 장기적으로 생존하는 현상을 크립토바이오시스라고 하며, 이 현상을 이용해 풍년새우의 알을 건조시켜 보관하여 판매하기도 한다. 부화한 풍년새우는 플랑크톤이나 부유성 유기잔사물을 먹는다.